# Richard Rudolph
Richard James Rudolph (né le 27 octobre 1946) est un auteur-compositeur, musicien, éditeur de musique et producteur américain.

## Biographie
Richard Rudolph est le fils de Muriel Eileen (née Neufeld) et Sidney J. Rudolph. Son grand-père, Julius, changea son nom de famille de « Rudashevsky » en « Rudolph » : il fut l'un des membres fondateurs de la congrégation juive Beth Shalom, dans le quartier Squirrel Hill de Pittsburgh.
Rudolph s'est fait une place dans l'industrie de la musique en tant qu'auteur-compositeur du légendaire label Chess Records à Chicago, dès 1969. L’une de ses premières compositions à être enregistrée a été la chanson titre du premier album solo de Minnie Riperton, Come to My Garden. Il entame une collaboration multi-chanson avec Charles Stepney, le célèbre producteur du fameux groupe Earth, Wind and Fire. Ensemble, ils ont écrit de nombreuses chansons pour Minnie Riperton et Rotary Connection .
La carrière de Rudolph en tant que producteur de disques commence lorsque lui-même et Stevie Wonder produisirent ensemble le deuxième album de Minnie Riperton, Perfect Angel. Parmi les chansons contenues dans cet album figurait Lovin' You, écrite par Richard Rudolph et Minnie Riperton, hissée au n°1 dans le monde entier. Cette même chanson s'est avérée être l'une des chansons les plus jouées de tous les temps. Il a écrit plus de deux cents chansons au cours de sa carrière de compositeur.
Ses nombreux crédits de production et d'écriture et de composition incluent des enregistrements de Minnie Riperton, Stevie Wonder, Teena Marie, The Manhattan Transfer, A Tribe Called Quest, Michael McDonald, Jermaine Jackson, New Edition, 2Pac, Shanice Wilson, Michael Sembello, The Rotary Connection, The Temptations, Julian Lennon, Patti Austin, Timothy B. Schmit des Eagles, Chaka Khan, Lara Fabian, Nuyorican Soul, Kimiko Kasai et Dawn Robinson d'En Vogue .
En plus de son rôle de producteur de musique et de superviseur pour plusieurs longs métrages tels que Cocoon, Running Scared, Black Rain, Flatliners, Weekend at Bernie's, The Black Dahlia, Virtuosity et Duos, Richard Rudolph a également supervisé des films pour câble, des mini-séries et des films réalisés pour télévision. Il a été producteur exécutif de musique sur le projet de film Whitney Houston, Whitney, pour Lifetime Movies. Richard Rudolph a également été le consultant musical exclusif de HBO Pictures et a été président du label distribué Atlantic Records Third Stone Records, une société qu'il a cofondée avec son partenaire (acteur et producteur) Michael Douglas,.
Les divers projets musicaux de Richard Rudolph en tant qu'auteur, producteur, superviseur musical et directeur de label ont contribué aux ventes mondiales de plus de 30 millions d'albums et d'innombrables placements de chansons dans le cinéma, la télévision et la publicité.

## Vie privée
En 1967, Rudolph rencontre l'auteure-compositrice-interprète Minnie Riperton et co-écrit plusieurs de ses chansons, notamment Lovin' You, Inside My Love, Adventures in Paradise, Les Fleurs et Memory Lane. Richard Rudolph et Minnie Riperton ont été mariés d'août 1970 à sa mort en 1979 et ont eu deux enfants, un fils prénommé Marc (né en 1968) et une fille prénommée Maya (née en 1972). Richard Rudolph est actuellement marié (depuis 1990) à la chanteuse de jazz Kimiko Kasai et réside à Santa Monica et Tokyo .